# Bandeirantes (Paraná)
Pour les articles homonymes, voir Bandeirantes.
Bandeirantes est une municipalité brésilienne située dans l'État du Paraná.